# Bagaladi
Bagaladi (tiếng Hy Lạp: Bagalades) là một đô thị ở tỉnh Reggio Calabria trong vùng Calabria, Ý, có cự ly khoảng 120 km về phía tây nam của Catanzaro và khoảng 15 km về phía đông nam của Reggio Calabria. Tại thời điểm ngày 31 tháng 12 năm 2004, đô thị này có dân số 1.241 người và diện tích là 30,8 km².
Bagaladi giáp các đô thị: Cardeto, Montebello Ionico, Reggio Calabria, Roccaforte del Greco, San Lorenzo.